# Jacky Henin
Jacky Henin (n. 12 noiembrie 1960) este un om politic francez, membru al Parlamentului European în perioada 2004-2009, din partea Franței. 
1. ↑  French National Directory of Representatives, 9 April 2019[*] Verificați valoarea |titlelink= (ajutor)
2. ↑  Deputații în Parlamentul European